# 김맹성
김맹성(金孟誠, 1374년 ~ 1449년)은 조선 전기의 문신으로, 본관은 경주(慶州)이다. 김균(金稛)의 장남이다.

## 생애
아버지 김균(金稛)이 개국공신이었으므로, 음보(蔭補)로 출사했다.
1408년(태종 8) 장령(掌令)으로 임명되었으나, 집의(執義) 탁신(卓愼) 등과 함께 조대림(趙大臨)의 죄를 청하는 상소를 올렸다가 임금의 노여움을 사, 탁신, 지평(持平) 이소축(李小畜)과 함께 순금사(巡禁司)에 갇혔다가 이듬해 보주(甫州)로 유배되었다.
이후 복직되어 세종(世宗)조에 남양부사(南陽府使)를 거쳤다가 1420년(세종 2) 집의로 임명되었는데, 같은 해 안변도호부사(安邊都護府使)로 나갔다.
1423년(세종 5) 우부대언(右副代言)에 임명되었다가, 이후 좌부대언(左副代言), 우대언(右代言), 좌대언(左代言)을 차례로 거쳤고, 1427년(세종 9) 호조참판(戶曹參判)에 임명되었다.
같은 달 의주선위사(義州宣慰使)로 나갔다가 10월 대사헌(大司憲)으로 옮겼다.
이듬해 2월 좌사간(左司諫) 김효정(金孝貞) 등과 함께 여러 번 양녕대군(讓寧大君)의 죄를 청했다가 형조참판(刑曹參判)으로 좌천되었고, 같은 달 미곡(米穀)을 추징하지 않은 죄로 의금부(義禁府)에 감금되었다가 파직되었다.
6월 경창부윤(慶昌府尹)으로 복직되었고, 7월 중군동지총제(中軍同知摠制)로 옮겼으며, 또 그 이듬해 사은사(謝恩使)의 부사(副使)가 되어, 판좌군부사(判左軍府事) 이징(李澄)을 따라 명에 다녀왔다.
1431년(세종 13) 2월 이조참판(吏曹參判), 3월 함길도도관찰사(咸吉道都觀察使)를 차례로 거쳤으며, 1433년(세종 15) 중추원부사(中樞院副使)로서 공조참판(工曹參判) 이긍(李兢)과 함께 다시 사은사로 명에 다녀왔다.
같은 해, 그리고 이듬해 10월 두 차례 황해도도관찰사(黃海道都觀察使)에 임명되었으며, 12월 인순부윤(仁順府尹), 또 그 이듬해 4월 한성부윤(漢城府尹)을 차례로 거쳤다.
그러나 7월 굶주린 백성들을 진휼하지 못했으므로 파직되었고, 10월 경기도도관찰사(京畿道都觀察使)로 복직되었다.
1437년(세종 19) 8월 동지중추원사(同知中樞院事), 9월 호조참판, 10월 형조참판, 이듬해 3월 이조참판, 6월 판한성부사(判漢城府事), 또 그 이듬해 호조판서(戶曹判書), 1441년(세종 23) 지중추원사(知中樞院事)를 차례로 거쳤다.
이듬해 사직을 청했으나 허락받지 못했으며, 1449년(세종 31) 향년 76세로 졸했다. 시호는 희경(僖敬)이다.

## 가족 관계
- 증조 - 김기연(金起淵)[3] : 예의판서(禮儀判書)
  - 조부 - 김지윤(金智允)[3] : 증(贈) 참지문하부사(參知門下府事)·판도평의사사사(同判都評議使司事)
    - 아버지 - 김균(金稛, ? ~ 1398년) : 계림군(鷄林君), 익대개국공신(翊戴開國功臣), 제숙공(齊肅公)
    - 어머니 - 검교찬성사(檢校贊成事) 권현(權鉉)의 장녀[4]
      - 부인 - 판삼사사(判三司事) 노향(盧珦)의 6녀[3]
        - 동복 동생 - 김중성(金仲誠) : 판봉상시사(判奉常寺事), 증 병조판서(兵曹判書), 김신민(金新民)의 아버지
        - 이복 동생 - 김계성(金季誠) : 산원(散員), 증(贈) 판서(判書), 김종순(金從舜, 1405년 ~ 1483년)의 아버지